# Saint-Julien-d’Ance
Saint-Julien-d’Ance – miejscowość i gmina we Francji, w regionie Owernia-Rodan-Alpy, w departamencie Górna Loara.
Według danych na rok 1990 gminę zamieszkiwały 224 osoby, a gęstość zaludnienia wynosiła 13 osób/km² (wśród 1310 gmin Owernii Saint-Julien-d’Ance plasuje się na 626. miejscu pod względem liczby ludności, natomiast pod względem powierzchni na miejscu 549.).